# Историко-культурные области Латвии

Историко-культурные области Латвии

Исто́рико-культу́рные о́бласти Ла́твии (латыш. kultūrvēsturiskie novadi) — историко-культурные области территории Латвии.
Согласно Первому разделу Сатверсме (Конституции Латвийской Республики), территорию государства Латвии, в пределах, установленных международными договорами, составляют: Видземе в центре, Латгале на юго-востоке, Курземе на западе и Земгале на юге.
Помимо этого, традиционно из юго-восточной части Земгале и юго-западной части Латгале (Латгалии) выделяют пятую область — Селия.
Ку́рземе — находится на западе страны. До административной реформы 2009 года область состояла из земель Лиепайского, Кулдигского, Талсинского, Салдусского и Вентспилсского районов.
После реформы включает в себя два города республиканского подчинения Вентспилс и Лиепая, а также Айзпутский, Алсунгский, Броценский, Вайнёдский, Вентспилсский, Дундагский, Дурбский, Гробинский, Кандавский, Кулдигский, Ницский, Павилостский, Приекульский, Ройский, Руцавский, Салдусский, Скрундский, Талсинский края.
Зе́мгале (Земгалия, Семигалия) — центральная часть Латвии. Омывается на севере водами Рижского залива, на востоке — рекой Даугавой, на юге — очерчена литовской границей. До административной реформы 2009 года включала в себя Бауский, Добельский, Елгавский и Тукумский район. Частично территории Айзкраукльского, Даугавпилсского, Огрского и Рижского района расположенных южнее Даугавы.
После реформы включает в себя город Елгаву, Балдонский, Бауский, Вецумниекский, Добельский, Елгавский, Иецавский, Озолниекский, Рундальский, Терветский, Тукумский, Энгурский и Яунпилсский края.
Ви́дземе — когда-то бывшая частью Ливонии, до административной реформы 2009 года состояла из Алуксненского, Валмиерского, Цесисского, Гулбенского, Лимбажского, Мадонского, Валкского районов и частично из расположенных на север от Даугавы земель Айзкраукльского, Огрского и Рижского районов.
После реформы включает в себя Айзкраукльский, Алойский, Алуксненский, Аматский, Апский, Адажский, Бабитский, Беверинский, Буртниекский, Валкский, Вецпиебалгский, Гаркалнский, Гулбенский, Икшкильский, Инчукалнсский, Кокнесский, Коценский, Кримулдский, Кегумский, Кекавский, Лиелвардский, Лигатненский, Лимбажский, Лубанский, Мадонский, Малпилсский, Марупский, Мазсалацкий, Огрский, Олайнский, Паргауйский, Плявинский, Приекульский, Раунский, Ропажский, Руйиенский, Салацгривский, Саласпилсский, Саулкрастский, Сейский, Сигулдский, Скриверский, Смилтенский, Стопинский, Стренчский, Царникавский, Цесисский, Цесвайнский, Эргльский, Яунпиебалгский края.
Латга́лия (Ла́тгале) — восточная область Латвии, до административной реформы 2009 года состояла из Балвского, Краславского, Лудзенского, Прейльского, Резекненского район и части Даугавпилсского и Екабпилсского района, к северу от Даугавы.
После реформы включает в себя три города республиканского подчинения: Даугавпилс, Екабпилс и Резекне; так же Аглонский, Балтинавский, Балвский, Вараклянский, Варкавский, Вилякский, Вилянский, Дагдский, Зилупский, Карсавский, Краславский, Крустпилсский, Ливанский, Лудзенский, Прейльский, Резекненский, Риебинский, Ругайский, Циблский края и часть Даугавпилсского края.
Селия (А́угшземе) — иногда выделяемая отдельно пятая область — рассматривается как часть Земгалии. Включает в себя её восточную часть и до административной реформы 2009 года состояла из расположенных южнее Даугавы участков Айзкраукльского, Даугавпилсского и Екабпилсского районов.
После реформы включает в себя левобережную часть города Даугавпилса, Акнистский, Виеситский, Екабпилсский, Илукстский, Неретский, Салский, Яунелгавский края, а также части Даугавпилсского и Краславского краёв.
Иногда Курляндию и Земгалию рассматривают как один регион, так как они долго входили вместе в Курляндское герцогство, а затем в Курляндскую губернию. Это отражено на Государственном Гербе Латвийской Республики, на котором три звезды символизируют Курляндию (включая Земгалию и Селию), Видземе и Латгалию, которые объединились в Латвию. Та же символика применена и на главном монументе Латвии — памятнике Свободы.